# Den hårda leken
Den hårda leken är en svensk dramafilm från 1956 i regi av Lars-Eric Kjellgren. I rollerna ses bland andra  Sven-Eric Gamble, Ann-Marie Gyllenspetz och Åke Grönberg.

## Om filmen
Inspelningen ägde rum mellan den 20 oktober och 9 december 1955 i Filmstaden Råsunda och i Göteborg och Stockholm. Produktionsledare var Allan Ekelund, manusförfattare  Olle Länsberg, fotograf Gunnar Fischer och klippare Ingemar Ejve. Filmen premiärvisades den 10 september 1956 på biograferna Draken och Victoria i Göteborg. Den var 106 minuter lång och tillåten från 15 år. Den var svartvit.
Länsberg kommer efter att ha skrivit filmmanuset att skriva en roman med samma namn, vilken utkom 1956. I en intervju 1970 sa Kjellgren att hans och Länsbergs intention med filmen var att kritisera det kapitalistiska samhället och hur huvudpersonen i filmen var "ett villigt offer för ett penningbetonat samhälle och hur han som alla andra hungrar efter pengar". Han förklarade dock att dåvarande chefen för AB Svensk Filmindustri, Anders Dymling, tvingade dem att tona ner just den aspekten av manuset. Länsberg ville då att inspelningen skulle läggas ned, medan Kjellgren ansåg att de hade hunnit tillräckligt långt i inspelningen för att lika gärna kunna fortsätta.
Huvudpersonen i filmen hade en verklig förebild i boxaren John "Johnny" Nilsson. Länsberg och Nilsson hade träffats då de samtidigt arbetade för Edwin Ahlqvist i Göteborg.
Filmen är en av titlarna i boken Tusen svenska klassiker där författarna kallar den för en svensk motsvarighet till Tjuren från Bronx.

## Rollista
- Sven-Eric Gamble – Conny Persson
- Ann-Marie Gyllenspetz – Margit Söderberg, Connys fru
- Åke Grönberg – direktör Andy Ekström, boxningsmanager
- John Elfström – William "Stora William" Persson, skrothandlare, Connys far
- Märta Dorff – Ester Persson, Connys mor
- Lissi Alandh – Sally, servitris
- Sten Gester – Viking Svensson, boxare
- Sissi Kaiser – Karin, Margits kusin och Vikings fru
- Arne Källerud – Pram, boxningstränare
- Erik Strandmark – Wille Thorén, sportjournalist
- Britta Brunius – Margits mor
- Olav Riégo – Margits far
- Henrik Schildt – Redman, boxningsmanager
- Stig Johanson – Brollan, florist
- Erik Molin – Bigge Ek, boxare
- John Nilsson – Jonne Ring, Andy Ekströms livvakt
- Horace Brandt	– domare
- Bertil "Benet" Ahlin	– Stenström, boxare
- Carl-Erik "Charlie" Löfman – Nisse Sandberg, boxare
- Gustaf "Gus" Gustafson – anställd i Connys blomsteraffär

Ej krediterade
- Elisabeth Falk – Britta Lindström, Miss Sweden
- Gunnar Nielsen – Kalle Johansson, före detta boxare
- Ivar Wahlgren – Backman
- Gunnar Thim – Sotarn, anställd i Connys blomsteraffär
- Willy Karlsson – anställd i Connys blomsteraffär
- Hanny Schedin – Margits hyresvärdinna
- Charles Moore – boxare
- Tord Peterson – Fimpen, anställd i Connys blomsteraffär, sekond
- Gunnar "Knas" Lindkvist – marknadsutropare
- Jens Brandt – boxare
- Eskil Engstrand – boxare
- Jerry Eriksson – boxare
- Jan Henrikson	– boxare
- Nils Olsson – boxare
- Boris Wiklund	– boxare
- Gösta Brodén – Thoréns pressfotograf
- Gösta Malmborg – tidtagaren
- Olle Seijbold	– pressfotograf
- Sten Ardenstam – cafégäst
- Hubertu Curiel – boxare i Hamburg
- Birger Åsander – marknadsbesökare
- Roger Girod – fransk speaker
- Britta Björklund – Vikings flickvän
- Arthur Koch – ringdomaren med vitt hår
- Hasse Burman – gårdsmusikant
- Wiveka Alexandersson – restauranggäst
- Mauritz Strömbom – äldre herre i bil
- Uno Larsson – man i boxningspubliken

### Fotnoter
1. 1 2 3 4  ”Den hårda leken”. Svensk Filmdatabas. http://sfi.se/sv/svensk-filmdatabas/Item/?itemid=4504&type=MOVIE&iv=Basic&ref=/templates/SwedishFilmSearchResult.aspx?id%3d1225%26epslanguage%3dsv%26searchword%3dden+h%C3%A5rda+leken%26type%3dMovieTitle%26match%3dBegin%26page%3d1%26prom%3dFalse. Läst 22 mars 2013.
2. ↑  Gradvall et al 2009, nr. 3